# Musique néo-zélandaise

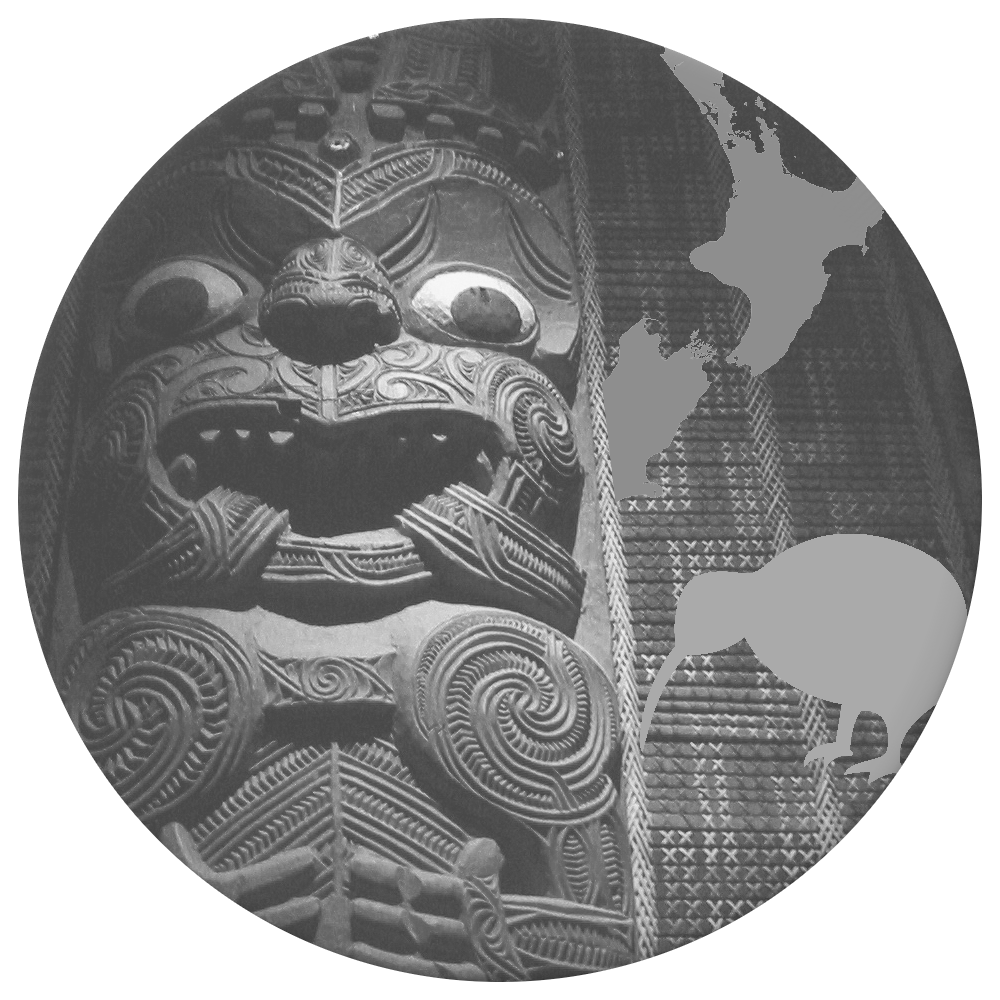
Musique néo-zélandaise

La musique néo-zélandaise est influencée par un certain nombre de traditions, notamment la musique maorie, la musique introduite par les colons européens au cours du XIXe siècle, et une variété de styles importés au cours du XXe siècle, notamment le blues, le jazz, la country, le rock 'n' roll, le reggae et le hip-hop, beaucoup de ces genres ayant reçu une interprétation néo-zélandaise unique,.

## Histoire
La musique maorie précoloniale consiste principalement en une forme de chant microtonal et de performances sur des instruments appelés taonga pūoro : une variété d'instruments soufflés, frappés et tournoyés faits de bois creusé, de pierre, d'ivoire de baleine, d'os d'albatros et d'os humain. Au XIXe siècle, les colons européens — dont la grande majorité est originaire de Grande-Bretagne et d'Irlande — apportent des formes musicales en Nouvelle-Zélande, notamment des fanfares et des chorales, et des musiciens commencent à faire des tournées en Nouvelle-Zélande dans les années 1860,. Les pipe bands (litt. « groupes de cornemuses ») se répandent au début du XXe siècle.
Au cours des dernières décennies, un certain nombre d'artistes populaires connaissent un succès international, notamment Lorde Split Enz, Crowded House, Rosé, OMC, Bic Runga, Benee, Kimbra, Ladyhawke, The Naked and Famous, Fat Freddy's Drop, Savage, Gin Wigmore, Keith Urban, Flight of the Conchords, Brooke Fraser et Alien Weaponry.
La Nouvelle-Zélande dispose d'un orchestre national, le New Zealand Symphony Orchestra, et de nombreux orchestres régionaux. Un certain nombre de compositeurs néo-zélandais acquièrent une réputation internationale. Les plus connus sont Douglas Lilburn, John Psathas, Jack Body, Gillian Whitehead, Jenny McLeod, Gareth Farr et Ross Harrisy.